# Liste de personnalités liées à Luxeuil-les-Bains
Cet article propose une liste de personnalités liées à la commune Luxeuil-les-Bains située dans le département de la Haute-Saône en région Franche-Comté.
- Haut – A
- B
- C
- D
- E
- F
- G
- H
- I
- J
- K
- L
- M
- N
- O
- P
- Q
- R
- S
- T
- U
- V
- W
- X
- Y
- Z

## A

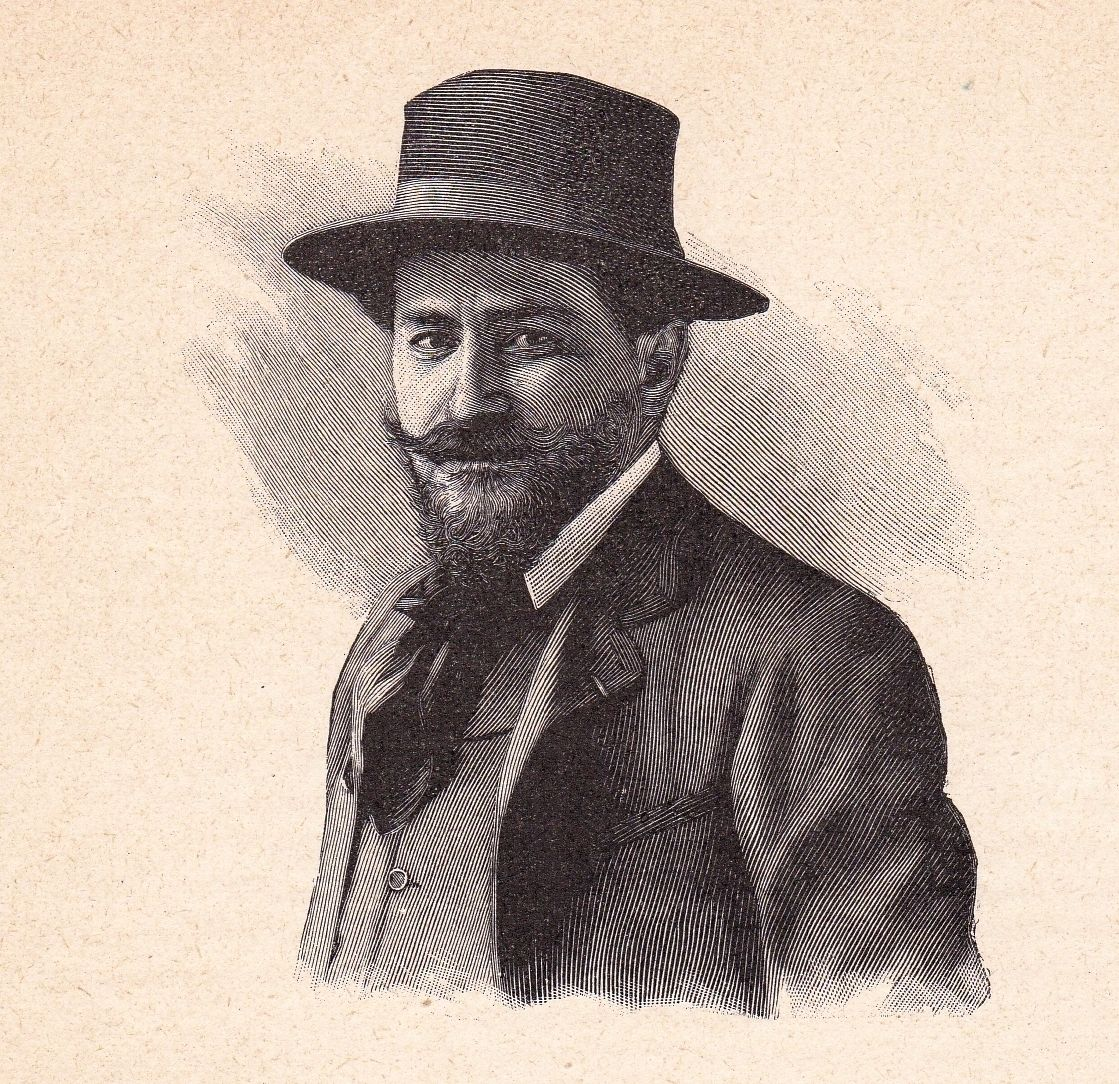
Jules Adler.

- Jules Adler (1865-1952) : artiste peintre né à Luxeuil-les-Bains ;
- Dominique Arnould (1966-) : cycliste professionnel né à Luxeuil-les-Bains ;
- Léger d'Autun (?-v. 677) : évêque, fut exilé en 673 au monastère de Luxeuil ;

- Haut – A
- B
- C
- D
- E
- F
- G
- H
- I
- J
- K
- L
- M
- N
- O
- P
- Q
- R
- S
- T
- U
- V
- W
- X
- Y
- Z

## B
- Paul Balley (1889-1959) : haut fonctionnaire né à Luxeuil ;
- Maurice Baumont (1892-1981) : historien enterré au cimetière de Luxeuil-les-Bains ;
- François Bonvalot (?-1560) : abbé de Luxeuil ;
- Alain Borer (1949-), écrivain, poète, spécialiste de Rimbaud, né à Luxeuil.
- Henri Buriot-Darsiles (1875-1944), homme de lettre et traducteur

- Haut – A
- B
- C
- D
- E
- F
- G
- H
- I
- J
- K
- L
- M
- N
- O
- P
- Q
- R
- S
- T
- U
- V
- W
- X
- Y
- Z

## C
- Hubert Callier (1764-1819) : militaire né à Luxeuil-les-Bains ;
- Alfred Colle (1847-1932) : homme politique né et décédé à Luxeuil-les-Bains.
- Paul Causeret (1868-1927) : homme politique né à Luxeuil ;
- Gérard Cholley (1945-) : joueur international de rugby à XV, boxeur poids lourd et parachutiste, né à Luxeuil

- Haut – A
- B
- C
- D
- E
- F
- G
- H
- I
- J
- K
- L
- M
- N
- O
- P
- Q
- R
- S
- T
- U
- V
- W
- X
- Y
- Z

## D
- Roger Duchesne (1906-1996) : acteur, né à Luxeuil ;
- Henri Duvillard (1910-2001) : homme politique français né à Luxeuil-les-Bains ;

- Haut – A
- B
- C
- D
- E
- F
- G
- H
- I
- J
- K
- L
- M
- N
- O
- P
- Q
- R
- S
- T
- U
- V
- W
- X
- Y
- Z

## E
- Alain Erlande-Brandenburg (1937-) : historien de l'art né à Luxeuil ;

- Haut – A
- B
- C
- D
- E
- F
- G
- H
- I
- J
- K
- L
- M
- N
- O
- P
- Q
- R
- S
- T
- U
- V
- W
- X
- Y
- Z

## G
- Ferdinand de Grammont (1805-1889), homme politique résidant à Luxeuil à partir de 1862 et fondateur de l'[[Hôpital de

Luxeuil-les-Bains]] ouvert en 1882.
- Gustave Gauthier (1835-1909) : homme politique mort à Luxeuil ;
- Yvan Gauthier (1969-) : réalisateur, né à Luxeuil
- Georges Louis Guérard, (1909-1990) : sculpteur[2] ;

- Haut – A
- B
- C
- D
- E
- F
- G
- H
- I
- J
- K
- L
- M
- N
- O
- P
- Q
- R
- S
- T
- U
- V
- W
- X
- Y
- Z

## J
- Jean Jouffroy (1412-1473) : prélat, abbé de Luxeuil et né à Luxeuil ;

- Haut – A
- B
- C
- D
- E
- F
- G
- H
- I
- J
- K
- L
- M
- N
- O
- P
- Q
- R
- S
- T
- U
- V
- W
- X
- Y
- Z

## K
- Abel Khaled (1992-) : footballeur né à Luxeuil.
- Pierre Koenig, Maréchal de France, issu d'une famille luxovienne

- Haut – A
- B
- C
- D
- E
- F
- G
- H
- I
- J
- K
- L
- M
- N
- O
- P
- Q
- R
- S
- T
- U
- V
- W
- X
- Y
- Z

## L
- Jenny Luxeuil (1905-1981) : actrice, née à Luxeuil
- Angelome de Luxeuil ?-v.855) : moine bénédictin du Monastère de Luxeuil ;
- Colomban de Luxeuil (540-615) : moine fondateur en 590 du monastère de Luxeuil ;

- Haut – A
- B
- C
- D
- E
- F
- G
- H
- I
- J
- K
- L
- M
- N
- O
- P
- Q
- R
- S
- T
- U
- V
- W
- X
- Y
- Z

## M
- Jean Chrysostome Magnen (1590-1679), médecin, né à Luxeuil, professeur de médecine et de philosophie à Pavie.
- Jacques Maroselli (1921-2016) : homme politique et ancien maire de la ville né à Luxeuil ;
- André Maroselli (1893-1970) : homme politique français, ancien maire de la ville et mort à Luxeuil ;
- Jérémy Mathieu (1983-) : footballeur né à Luxeuil ;
- Jean-Pierre Mourey (1970-) : dessinateur né à Luxeuil

- Haut – A
- B
- C
- D
- E
- F
- G
- H
- I
- J
- K
- L
- M
- N
- O
- P
- Q
- R
- S
- T
- U
- V
- W
- X
- Y
- Z

## N
- Antoine Ier de Neufchâtel (1449-1495) abbé de Luxeuil et évêque de Toul.

- Haut – A
- B
- C
- D
- E
- F
- G
- H
- I
- J
- K
- L
- M
- N
- O
- P
- Q
- R
- S
- T
- U
- V
- W
- X
- Y
- Z

## P

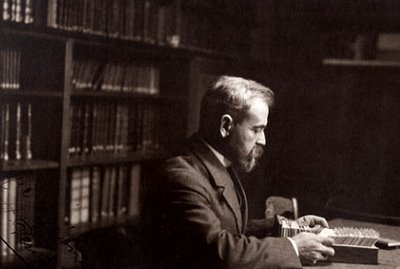
Hubert Pernot.

- Laurence Parisot (1959-) : dirigeante d'entreprise née à Luxeuil-les-Bains ;
- Hubert Pernot (1870-1946) : helléniste, fit ses études secondaires aux collèges de Luxeuil ;
- Allann Petitjean (1974-) : footballeur né à Luxeuil ;

- Haut – A
- B
- C
- D
- E
- F
- G
- H
- I
- J
- K
- L
- M
- N
- O
- P
- Q
- R
- S
- T
- U
- V
- W
- X
- Y
- Z

## R
- Michel Raison (1949-) : homme politique et maire de Luxeuil ;
- Paul Rassinier (1906-1967) : militant politique ayant fait son école primaire à Luxeuil ;

- Haut – A
- B
- C
- D
- E
- F
- G
- H
- I
- J
- K
- L
- M
- N
- O
- P
- Q
- R
- S
- T
- U
- V
- W
- X
- Y
- Z

## S
- Patrick Samuel (1948-) : haut fonctionnaire et écrivain, né à Luxeuil;

- Haut – A
- B
- C
- D
- E
- F
- G
- H
- I
- J
- K
- L
- M
- N
- O
- P
- Q
- R
- S
- T
- U
- V
- W
- X
- Y
- Z

## V
- Daniel Valot (1944-) : dirigeant d'entreprise né à Luxeuil ;
- Guillaume de Vaudrey (v1415-1479) chevalier et chef militaire comtois, exécuté par Louis XI à Luxeuil.

- Haut – A
- B
- C
- D
- E
- F
- G
- H
- I
- J
- K
- L
- M
- N
- O
- P
- Q
- R
- S
- T
- U
- V
- W
- X
- Y
- Z